# Bernhard Stempfle
Père Bernhard Rudolf Stempfle, né le 17 avril 1882 à Munich et mort le 1er juillet 1934  au camp de Dachau, est un moine et théologien allemand. 

## Biographie
Bernhard Stempfle rejoint l'Ordre de Saint-Jérôme en 1904, ordre dissous en Allemagne, par manque de vocation, peu après.
Stempfle lui-même ne porte aucun costume religieux dès 1923 et n'exerce plus de fonctions sacerdotales.
En 1919, sous les pseudonymes redivivus et Spectator Germaniae, il commence à publier des articles dans des journaux tels que le Völkischer Beobachter et le Münchener Beobachter, où il écrit sans relâche sur l'influence destructrice de l'athéisme juif et sur l'acceptabilité morale et la nécessité d'une persécution impitoyable des Juifs, même dans les pogroms, pour défendre la foi et les institutions de l'Église catholique.
Il est surtout connu comme éditeur du journal antisémite Miesbacher Anzeiger (de) et comme contributeur supposé à l'ouvrage Mein Kampf d'Adolf Hitler. Ayant révélé la relation qu'entretenait Hitler avec sa nièce, Geli Raubal, il est arrêté puis déporté à Dachau où il est assassiné lors de la nuit des Longs Couteaux.

## Publications
- De Scriptis Editis Doctoris Philosophiae Maximiliani Faslinger Monacensis, s. l. 1918.
- „Staatsanwalt! Klage sie an des Klassenkampfes!“, München 1929.